# آشیانک
آشیانک (نام علمی: Neottia nidus-avis) یک گیاه بدون کلروفیل است. این گونه در ایران در جنگل‌های گیلان و مازندران می‌روید.
این گیاه از راستهٔ مارچوبه‌ای‌ها (Asparagales)، تیرهٔ ثعلبیان (Orchidaceae)، جنس آشیانک (Neottia) است.